# Rebekah Mercer
Rebekah Mercer (Yorktown Heights, 6 de dezembro de 1973) é uma herdeira e filantropa norte-americana. Em 2017, apareceu na lista de 100 pessoas mais influentes do ano pela Time.